# Stephanie Jacobsen
Stephanie Jacobsen (nacida el 22 de junio de 1980 en Hong Kong), es una actriz australiana.

## Vida
Jacobsen nació el 22 de junio, de 1980 en Hong Kong. Su familia se mudó a Australia cuando ella tenía doce años. Fue a la Universidad de Sídney dónde se graduó en Filosofía y Literatura en inglés.
Es de origen japonés, inglés, noruego y portugués.

## Carrera
Jacobens comenzó su carrera en la obra australiana Home and Away, haciendo de Charlotte Adams de 2001 a 2002. Más tarde apareció en Farscape, cómo también en un número de comerciales de televisión.
En 2007, Jacobsen tuvo el rol de Kendra Shaw en Battlestar Galactica: Razor.
En 2008, estuvo en el cast de la serie de televisión Terminator: The Sarah Connor Chronicles, cómo Jesse, una luchadora de resistencia y novia de Derek Reese. También apareció en el papel de Yoshi en The Devil's Tomb.
En abril del 2009, Jacobsen fue catalogada para que estuviera en la serie de televisión Melrose Place, cómo una chica estudiante de medicina, Lauren Yung.
En 2010, tuvo un papel en la película Black Hole: La Destrucción de la Tierra, cómo Lynne, una madre y esposa de ascendencia asiática.